# Leucin-Aminopeptidase
Die Leucin-Aminopeptidase (LAP) ist ein Enzym des Eiweißstoffwechsels, das L-Peptide sowie Aminosäureamide und Aminoarylamide N-terminal hydrolysiert. Beim Menschen kommt sie hauptsächlich im Darm, in der Niere, der Galle, dem Magensaft, dem Speichel und im Plasma vor. Die Bestimmung erfolgt durch Messung der Umsetzung von L-Leucin-p-nitranilid zu p-Nitranilin. Die Leucin-Aminopeptidase wird selten bestimmt. Sie eignet sich jedoch gut für die Differenzialdiagnose bei erhöhter AP. Ist die LAP bei erhöhter AP normal, ist eine Knochenerkrankung wahrscheinlich. Eine Erhöhung der LAP findet sich vor allem bei Cholestase, Gallenwegsentzündungen, Tumoren und bei Schwangerschaft. Erniedrigte Werte können bei Hypovolämie beobachtet werden.
Normwerte: Frauen: 16 – 32 U/l, Männer: 11 – 35 U/l (Bestimmung aus 1 ml Serum)

## Vorkommen
Die LAP wird in allen Lebewesen gefunden, sie wurde in einer Vielzahl von Bakterien, Einzellern, Pilzen, Pflanzen und Tieren nachgewiesen.

## Einzelbelege
1. ↑  Brenda: EC 3.4.11.1
2. ↑  Pub Med: EC 3.4.11.1.